# 어효선
어효선(魚孝善, 1925년 11월 2일~2004년 5월 15일)은 대한민국의 아동문학가 및 시인이며 교육자 겸 수필가이며 아동문학사학자이다.
본관은 경흥(慶興)이며 호(號)는 난정(蘭丁)이다.

## 생애
그는 20세 시절부터 초등교원을 지내다가 1949년 3월 아동문학가로 첫 입문하였고 이듬해 1950년 2월 시인으로 첫 입문하였으며 1960년 수필가로 첫 입문하였다.
이후 초등교원과 중등교원을 겸하며 대한민국 아동문학의 역사를 정리하는 것에 집대성하는 업적에도 공헌한 그는 《파란 마음 하얀 마음》이라는 동요의 작사자로도 널리 잘 알려져 있다.
그는 2002년 3월을 기하여 은퇴함으로써 1949년 첫 등단 이후 53년간 계속된 문학가로서의 활동을 마감하였다.

## 어효선을 연기한 배우

### TV 드라마
- 양동재 - 《야인시대》(2003년 SBS 서울방송 드라마)
- 양동재 - 《명동백작》(2004년 EBS 한국교육방송공사 드라마)